# نانسي لورين
رابطة نانسي لورين الرياضية (بالفرنسية: Association Sportive Nancy-Lorraine)‏ والذي يُعرف باسم إي أس نانسي (بالفرنسية: AS Nancy)‏ هو نادي كرة قدم فرنسي أٌسس في عام 1967.
أهم من لعب للنادي هو النجم الفرنسي ميشيل بلاتيني حيث لعب للنادي بين عامي 1973م إلى 1979م.

## وصلات خارجية
- الموقع الرسمي